# Vladimir Cosse
Vladimir Cosse (ur. 30 września 1967 w Mikołajowie) – mołdawski piłkarz występujący na pozycji napastnika.

## Kariera klubowa
Cosse karierę rozpoczynał w 1984 roku w Salucie Biełgorod, grającym w trzeciej lidze ZSRR. W 1986 roku przeszedł do także trzecioligowych rezerw CSKA Moskwa, a w 1987 roku został włączony do jego pierwszej drużyny, występującej w pierwszej lidze. W 1988 roku odszedł do również pierwszoligowego Lokomotiwu Moskwa i spędził tam sezon 1988. Następnie grał w trzecioligowym  Awangardzie Kursk, a także w drugoligowych drużynach Spartak Ordżonikidze oraz Szynnik Jarosław.
W 1992 roku Cosse został zawodnikiem Tiligulu Tyraspol, grającego w pierwszej lidze mołdawskiej. Wraz z Tiligulem sześć razy wywalczył wicemistrzostwo Mołdawii (1992, 1993, 1994, 1995, 1996, 1998), a także trzy razy wygrał Puchar Mołdawii (1993, 1994, 1995). W 1999 roku przeszedł do ukraińskiego drugoligowca, MFK Mikołajów.
Na początku 2000 roku Cosse przeniósł się do pierwszoligowej Zirki Kropywnycki. Po sezonie 1999/2000 odszedł do także pierwszoligowej Tawriji Symferopol. Spędził tam sezon 2000/2001, a potem grał w Kazachstanie w zespołach Tobył Kostanaj oraz Żetysu Tałdykorgan. W 2002 roku zakończył karierę.

## Kariera reprezentacyjna
W reprezentacji Mołdawii Cosse zadebiutował 16 kwietnia 1994 w zremisowanym 1:1 towarzyskim meczu ze Stanami Zjednoczonymi, w którym strzelił też swojego jedynego gola w kadrze. W latach 1994–1998 w drużynie narodowej rozegrał 8 spotkań.